# هالدا واچ
هالدا واچ (انگلیسی: Halda Watch) شرکت ساعت‌سازی سوئدی است، که در سال ۱۸۸۷ تأسیس شد.